# Fototeràpia
La fototeràpia  és la teràpia per mitjà de la llum. La llum que es pot aplicar pot ser d'infrarojos, ultraviolats, i làser.
La zona de l'espectre de 4.000 - 7.000 Å és la de la llum visible. Per sobre dels 7.000 Å hi ha els infrarojos i per sota dels 4.000 A els ultraviolats:
- UVA: 3.200 - 4.000 A
- UVB: 2.800 - 3.200 Å
- UVC: 150 - 2.800 Å

## Història
Avicenna, un erudit i metge àrab (el més notable de la seva època), ja parlava al segle x dels beneficis que reportava prendre el sol amb moderació, portar una vida a l'aire lliure i estar exposat a la llum. Però aquest metge no va ser el primer a adonar-se'n, ja que prèviament els metges grecs deien que molts dels seus malalts es beneficiaven de l'exposició moderada de la llum solar.
A Europa, van ser els metges francesos que, a mitjan segle xviii, van poder comprovar els efectes beneficiosos del sol en malalts amb infeccions de pell.
Va ser a partir de llavors, quan nombrosos metges es van dedicar a potenciar estades als balnearis, en què s'anunciaven els beneficis meravellosos de la llum solar. I això era així, sempre que l'excés no tirés per terra els beneficis reals que els banys de sol moderats poden proporcionar.

## Radiació infraroja
S'utilitza fonamentalment com a agent termoterapèutic mitjançant la cambra d'infrarojos. Aquesta no es veu, només dona calor. Quan s'aplica calor mitjançant la làmpada, cal posar-la perquè apliqui la radiació, però de manera que la persona no estigui en posició vertical al llum.
S'utilitza, per tant, pel seu efecte termoterapèutic.

## Raigs ultraviolats
Tenen importants efectes terapèutics i biològics sobre l'organisme, però també efectes nocius.
Com més s'allunyen de la llum visible, majors seran els efectes nocius perquè més s'acosten als raigs X.
Afortunadament, les radiacions ultraviolades no arriben a la superfície terrestre, ja que les absorbeix la capa d'ozó. Si hi arribessin, probablement es perdria la vida a la superfície terrestre.

### Efectes fisiològics que deriven d'aplicacions terapèutiques
- Eritema: enrogiment de la pell per augment de la vascularització. Cada persona té una dosi d'eritema diferent (els bruns més que els rossos). Té diferents graus: 
  - 1r grau: augment de la vascularització.
  - 2n grau: augment de la vascularització i inflamació.
  - 3r grau: augment de la vascularització, inflamació, pigmentació de la pell en 2, 6 hores d'exposició. Produiria descamació posterior.
  - 4t grau: produeix flictenes, butllofes, més tot l'anterior. Pot produir també necrosi i deixar cicatrius per sempre. És, per tant, un efecte indesitjable.
- Pigmentació: es produeix per migració de la melanina per efecte fotoquímic. Aquesta emigra de la capa basal a la capa superficial.
- Efecte antiraquític: la llum solar afavoreix la producció de vitamina D, necessària per a absorbir el calci dels aliments i enfortir els ossos. Ja que la pell no és totalment opaca, la llum arriba a la sang que circula pels capil·lars situats a les capes més superficials. I a la pell precisament és on es troba l'anomenada provitamina D, la qual es converteix en vitamina D per l'acció dels raigs solars. No s'ha de prendre el sol en excés, ja que una petita quantitat de vitamina D és suficient. També fa que s'absorbeixi més calci i fòsfor, i fa que augmenti la secreció d'àcid úric, per la qual cosa és bona per als gotosos.
- Efecte antianèmic: perquè és capaç d'augmentar la síntesi de leucòcits, hematies i plaquetes de la sang.
- Efecte bacteriostàtic: la vitamina D provoca ponts entre les bases de l'ADN i així impedeix la replicació bacteriana.
- Efecte estimulant sobre la ment: la llum indueix a l'optimisme, fa veure la vida d'una manera més positiva i evita depressions i tristeses. La llum del sol té, en aquest sentit, els mateixos efectes que la llum artificial, però no hi ha dubte que sempre és més agradable la dosi de llum en un ambient obert, en el camp, directament del sol, que en una habitació tancada i procedent d'una font de llum artificial.

### Indicacions
- Processos metastàsics de l'esquelet.
- Augment de síntesi de vitamina D: en raquitisme i osteomalàcia (estovament dels ossos per falta de vitamina D).
- Anèmia.
- Processos per a disminuir la replicació bacteriana (úlceres per decúbit).
- Per a tractament de processos dermatològics: acne i psoriasi.
- Icterícia fisiològica del nadó.

### Contraindicacions
- Descompensacions cardíaques.
- Alteracions descompensades del sistema hepatorenal.
- Tuberculosi activa.
- Processos dermatològics que s'agreugen amb la llum.

### Efectes indesitjables
- Sobre la pell: 
- Atròfia de les fibres de col·lagen, cosa que dona lloc a un envelliment precoç.
- Dermatitis atípica: la lesió precancerosa per mutació que es produeix pot donar lloc a 3 càncers: carcinoma de cèl·lules escamoses, carcinoma de cèl·lules basals, i melanoma.
- Fotosensibilització: sensibilitat especial a la llum que produeixen certs cosmètics o medicaments. N'hi ha de 2 tipus: la reacció fototòxica (medicament/cosmètic + sol = cremada solar), i la reacció fotoal·lèrgica (igual que l'anterior, però també hi intervenen mecanismes immunitaris. L'organisme crea anticossos enfront de l'antigen determinat. És més greu i requereix sensibilitzacions prèvies).

 - Sobre els ulls: 
- Fotoconjuntivitis: és una conjuntivitis per llum solar. Hi ha inflamació, enrogiment, picor...
- Fotoqueratitis: és una inflamació corneal que pot provocar, fins i tot, cicatrius a la còrnia.

## Làser
És una llum especial artificial.
LÀSER: amplificació de llum mitjançant un procés d'emissió estimulada de radiació.
Cal una llum més un compost químic (sòlid, líquid o gasós). La llum estimula el compost químic, augmentant-ne l'energia. Aquesta energia cau, i és llavors quan es veu a la llum, sortint una llum molt més potent (d'un sol color: blanc, vermell, infraroig, verd), coherent, amb capacitat fins i tot de tallar teixits.
N'hi ha de 2 tipus: 
- Làser tou: radiació de 10 - 20 MW. S'usa escombrant la pell. Efectes analgèsics (en determinats processos reumàtics, esportius...), antiinflamatoris (10 W), i de regeneració de teixits.
- Làser dur: radiació de més de 10 W. Pot provocar vaporitzacions mòbils (10 W), fotocoaguladors (40 W), o explosions mòbils (100 W). S'utilitzen per a tallar (bisturí), fotocoagular (despreniment de retina), vaporitzacions (treure tatuatges i taques...).

No es pot aplicar sobre els ulls, ja que es produirien lesions reversibles, excepte en les indicacions terapèutiques. Tampoc s'aplicaria en embarassos ni en càncer, ja que té efectes teratògens.

## Helioteràpia
L'helioteràpia utilitza l'exposició al sol de manera dosificada. Encara que sigui un tòpic tan comú com antic, no és correcta la idea que "com més sol, millor salut". Per això, és important fer detallar que una helioteràpia correctament practicada exigeix: 
- Evitar les hores de major intensitat solar. Principalment en els mesos d'estiu, fugir de les hores properes al migdia i aprofitar les primeres hores del matí o les darreres de la tarda, quan el sol no és tan intens.
- Començar l'exposició al sol progressivament. Al principi, no més de 15 minuts, i augmentant gradualment el temps d'exposició a mesura que la pell es vagi cobrint del color bru, que és la seva protecció natural davant els raigs ultraviolats.
- Ser especialment cauts i previnguts amb els nens. A ells els agrada jugar al sol i fàcilment poden rebre una dosi excessiva de llum, molt superior a la que necessiten i els convé. La pell dels nens és especialment vulnerable, de manera que els temps d'exposició han de ser menors que per als adults.
- El bany de sol mai ha de deixar sensació de cansament, sinó que han de ser estimulants i no esgotadors. Per això, si es nota cansament en finalitzar el bany solar, és signe que la dosi d'helioteràpia ha estat excessiva.
- Protegir. El cap ha d'anar sempre cobert i els ulls protegits amb ulleres de sol. Aquesta és una norma summament important.